# Corborant
Le Corborant, cima di Corboraut en italien, est un sommet frontalier ente la France et l'Italie. Sa partie française est située dans la haute Tinée, dans le département des Alpes-Maritimes.

## Géographie
Le sommet du Corborant est situé sur la crête frontière, entre la France et l'Italie. Il se situe à l'est de la commune de Saint-Étienne-de-Tinée, et des lacs de Rabuons. Son versant italien domine la vallée de la Stura di Demonte et la commune de Vinadio. Le torrent du Corborant, affluent de la Stura di Demonte, s'écoule également sur les pentes italiennes de ce sommet. D'un point de vue géologique, le Corborant est principalement constitué de migmatites.

## Histoire
L'auteur de la première ascension ne semble pas connu. Mais plusieurs premières sont cependant documentées :
- la première ascension du Corborant par le versant est a été effectuée par Victor de Cessole et le guide Jean Plent, le 4 août 1909[5] ;
- la première ascension de la paroi sud a été effectuée par Victor de Cessole et le guide Charles Galléan, le 21 juillet 1910[5] ;
- la première traversée entre la pointe Gioffredo (en Italie) et le sommet du Corborant a été effectuée par Victor de Cessole, Vincent Paschetta et le guide Charles Galléan en septembre 1921[5] ;
- la première ascension en conditions hivernales documentée a été effectuée par C. Jacquin, L. Gastaud et M. Baudouin, le 6 décembre 1936[6].

## Accès
L'itinéraire de la voie normale démarre du refuge de Rabuons. Un contournement du lac par le nord permet de s'élever dans une grande dépression, jusqu'au pas du Corborant. Deux couloirs rocheux successifs séparés par une corniche permettent d'atteindre le sommet.

### Cartographie
- Carte 3639OT au 1/25 000 de l'IGN : « Haute Tinée 1 - Auron - Parc national du Mercantour »